# Lukeniana
Lukeniana (лат.) — род бабочек из семейства Metarbelidae. Африка. Известно около 30 видов.

## Этимология
Род назван в честь «Lukenia Hills» («Холмы Лукения»), расположенных на высотах 1635−1840 м (примерно 126′01′′S-129′27′′S и 3705′14′′E-3704′03′′E), примерно в 25 км к юго-востоку от Найроби (Кения). Территории в Найроби и его окрестностях поддерживают высокое видовое богатство этого рода, включая типовой вид, L. obliqualinea. Представленное здесь написание «Lukenia Hills» следует географическому разделу Отдела военно-морской разведки (Naval Intelligence Division) в Справочнике колонии и протектората Кения (Handbook of Kenya Colony and Protectorate, 1920). Эта же территория также известна как «Lukenya», например, на карте, опубликованной Службой геодезии Кении в 1965 году, или как гора «Mount Lukenya» или холм «Lukenya Hill».

## Описание
Бабочким средних размеров и светлой желтовато-коричневой окраски. Длина переднего крыла около 15 мм. В эту группу входят виды, имеющие два общих признака: жилка CuP на передних крыльях слабая, не непрерывная и не трубчатая; в гениталиях сильно склеротизированный, полый, загнутый вверх, шиповидный отросток, представляющий собой вентро-дистальное продолжение саккулюса. Один вид с южного Эфиопского нагорья (L. rajaeii) и один вид из различных местностей северо-центральной Намибии (L. raymondrevellii) имеют менее выраженный (меньший) шиповидный отросток.
Голова с грубыми чешуйками; длинные волосковидные чешуйки на фронтоклипеусе; пара ямок отсутствует на нижней части фронтоклипеуса, но пара небольших конических выступов присутствует внизу на фронтоклипеусе у обоих полов (более выраженных у самок); выступы разделены, но близко друг к другу и между двумя большими ямками позади лабиальных пальп. Лабиальные пальпы длинные, почти такой же длины, как диаметр глаза, редко длиннее (например, L. mbalaensis), состоящие из трёх сегментов; 2-й сегмент самый длинный, до 1,5—2,3 длиннее 1-го (базального) сегмента; вершинный пальпомер самый короткий, равен 0,5 длины базального сегмента у обоих полов. Лабиальные пальпы у самок иногда более узкие, чем у самцов (L. friederikebauerae). Антенны самцов двугребенчатые; антенны самок одногребенчатые, иногда слегка двулопастные к кончику. Дорсальные и боковые стороны отростков и жгутика чешуйчатые у обоих полов (у самок отростки кажутся менее чешуйчатыми). У самцов вершина ветвей более широкая, иногда слегка ложкообразная, всегда густо покрыта чешуйками, иногда чрезвычайно густо (например, L. mikerobertsi).
Биология всех видов Lukeniana в настоящее время неизвестна.

## Распространение
Виды Lukeniana встречаются в южной и восточной Африке, начиная от Южного Эфиопского плато, на юг через восточную Уганду, западную и центральную Кению в северо-центральную и западную Танзанию в юго-восточную Демократическую Республику Конго (ДРК), восточную и центральную Замбию, всю Малави и далее на юг, но к северу от реки Лимпопо, в западный Мозамбик и через Зимбабве на запад в Ботсвану и северо-центральную Намибию..

## Классификация
Известно около 30 видов. Род был впервые выделен в 2023 году с типовым видом Metarbela obliqualinea Bethune-Baker, 1909 и включён в состав семейства Metarbelidae
.
- Lukeniana andreashempi Lehmann, Zahiri & Husemann, 2023
- Lukeniana bergsteni Lehmann, Zahiri & Husemann, 2023
- Lukeniana butleri Lehmann, Zahiri & Husemann, 2023
- Lukeniana carolae Lehmann, Zahiri & Husemann, 2023
- Lukeniana chapmani Lehmann, Zahiri & Husemann, 2023
- Lukeniana enaiposha Lehmann, Zahiri & Husemann, 2023
- Lukeniana friederikebauerae Lehmann, Zahiri & Husemann, 2023
- Lukeniana georgeadamsoni Lehmann, Zahiri & Husemann, 2023
- Lukeniana hausmanni Lehmann, Zahiri & Husemann, 2023
- Lukeniana jankiellandi Lehmann, Zahiri & Husemann, 2023
- Lukeniana kakamegaensis Lehmann, Zahiri & Husemann, 2023
- Lukeniana kammeri Lehmann, Zahiri & Husemann, 2023
- Lukeniana kollhorsti Lehmann, Zahiri & Husemann, 2023
- Lukeniana lenzi Lehmann, Zahiri & Husemann, 2023
- Lukeniana lutztoepferi Lehmann, Zahiri & Husemann, 2023
- Lukeniana madrandelei Lehmann, Zahiri & Husemann, 2023
- Lukeniana mbalaensis Lehmann, Zahiri & Husemann, 2023
- Lukeniana michaelgrzimeki Lehmann, Zahiri & Husemann, 2023
- Lukeniana mikerobertsi Lehmann, Zahiri & Husemann, 2023
- Lukeniana mzuzuensis Lehmann, Zahiri & Husemann, 2023
- Lukeniana obliqualinea (Bethune-Baker, 1909) [4]
- Lukeniana rajaeii Lehmann, Zahiri & Husemann, 2023
- Lukeniana raymondrevellii Lehmann, Zahiri & Husemann, 2023
- Lukeniana robplowesi Lehmann, Zahiri & Husemann, 2023
- Lukeniana stevecollinsi Lehmann, Zahiri & Husemann, 2023
- Lukeniana stueningi Lehmann, Zahiri & Husemann, 2023
- Lukeniana timdavenporti Lehmann, Zahiri & Husemann, 2023
- Lukeniana tubiraensis Lehmann, Zahiri & Husemann, 2023
- Lukeniana utaheidenreichae Lehmann, Zahiri & Husemann, 2023